# Lorenzo Coullaut Valera

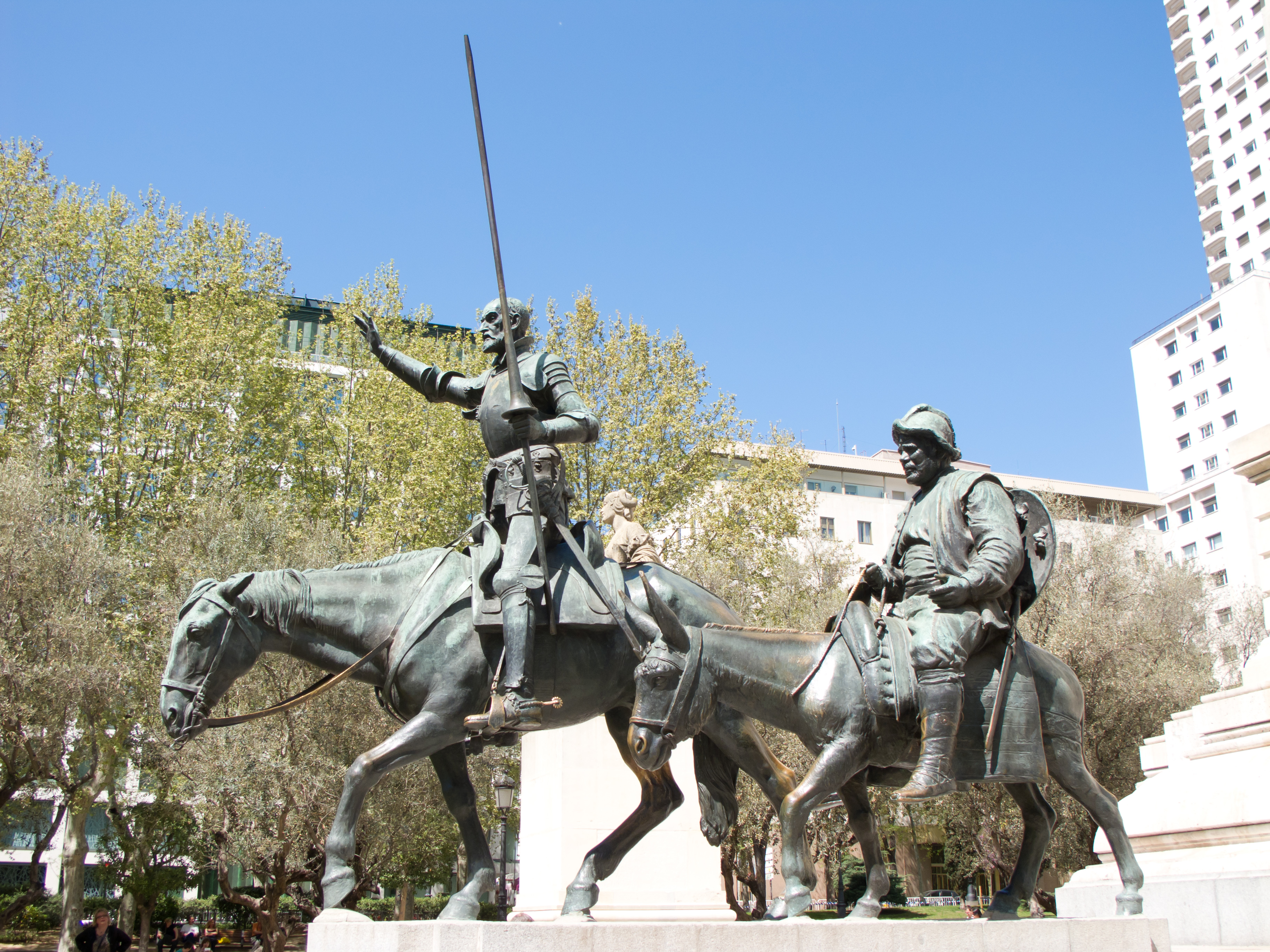
Cervantes-Denkmal. Plaza de España, Madrid. Lorenzo Coullaut Valera.

Lorenzo Coullaut Valera (* 12. April 1876 in Marchena; † 21. August 1932 in Madrid) war ein spanischer Bildhauer, Schöpfer vieler Denkmale.
Lorenzo Coullaut Valera ist in Marchena (Provinz Sevilla) geboren. Er wuchs in Nantes auf, wohin seine Familie gezogen war. Dort besuchte er das Livet Lyceum. 1893 kehrt er nach Spanien zurück. In Sevilla lernt er in den Ateliers von Antonio Susillo Fernandez und später bei Agustin Querol Subirats, zwei seinerzeit sehr geschätzten Bildhauern. Mit Unterstützung seines Onkels Juan Valera, dessen Büste er für den Wettbewerb formte, nahm Coullaut Valera 1897 an der Nationalen Kunstausstellung teil und erhielt eine ehrenhafte Erwähnung. Er starb in Madrid.
Lorenzo Coullaut Valeras Werke befinden sich auf öffentlichen Plätzen in ganz Spanien z. B. das Ramón-de-Campoamor-Denkmal (1914) in Madrid, das Ossius-Denkmal (1926) in Córdoba und das Cervantes-Denkmal (1930) in Madrid, aber auch in Südamerika z. B. das Zabala-Denkmal in Montevideo.
Sein Sohn Federico Coullaut Valera, führte die Tradition seines Vaters fort und schuf ebenfalls mehrere Skulpturen für den öffentlichen Raum.